# 깐야니 왓타나
나라티왓 공여 깐야니 왓타나(태국어: กัลยาณิวัฒนา, 1926년 5월 6일 ~ 2008년 1월 2일)는 태국의 공주이다. 태국의 전 국왕인 푸미폰 아둔야뎃은 그녀의 남동생 그의 정식 명칭은 솜뎃 프라짜오피낭트 짜오파 깐야니 왓타나 꼼로앙 나라티왓 랏차나카린(태국어: สมเด็จพระเจ้าพี่นางเธอ เจ้าฟ้ากัลยาณิวัฒนา กรมหลวงนราธิวาสราชนครินทร์)이다.

## 가족 관계

### 조부모와 부모
- 조부 : 시암 라마 5세국왕
- 조모 : 사왕왓타나왕후
- 부친 : 마히돌아룰야뎃상왕
- 모친 : 스리나카린트라상왕후

### 남동생
1. 시암 라마 8세국왕
2. 태국 라마 9세국왕

### 부군
1. 아람 라타나꿀 쎄라르앙릿대령 – 이혼
2. 와라논타왓군

### 자녀
1. 타사나와나이 썰송크람숙녀 (1945년 ~ )

## 같이 보기
- 아난타 마히돈
- 라마 9세